# Orso I. Particiaco

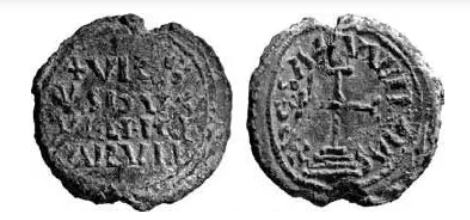
Bleisiegel des Dogen. Es wurde vor 2010 in der Lagune entdeckt und gelangte auf den illegalen Antiquitätenmarkt. Die Umschrift lautet „+VRS / VS DVX / VE(NE)ICI / ARVM“. Die schlechter erhaltene und schwerer lesbare Schrift ließ sich als „R/ XPE SAL(VA VE)(NE)CIAS“ wahrscheinlich machen. Von den drei als „Ursus“ bekannten Dogen kam, nachgewiesen anhand von zeitgenössischen Bullen, vor allem aber von Münzen, nur die Zeit Ursus’ I. in Frage. Eine selten gebrauchte Formel wie „Christe salva Venecias“ war weder ein Jahrhundert vor Ursus I. in Gebrauch, also zur Zeit des Orso Ipato, noch in der Zeit Ursus’ II. (912–932).

Orso I. Particiaco, in den zeitlich näheren Quellen Ursus Particiacus oder Ursus Paureta, später auch Participazio oder Partecipazio († 881 in Venedig), war laut der Tradition, wie die staatliche gesteuerte Geschichtsschreibung der Republik Venedig genannt wird, deren 14. Doge. Er regierte von 864 bis 881 und führte die Unabhängigkeitspolitik gegenüber Byzanz, die sein Vorgänger begonnen hatte, zu einem ersten Abschluss.
Ab 866 kämpfte er gegen slawische Piraten an der Ostküste der Adria, aber auch gegen Sarazenen, die sich in Süditalien festgesetzt hatten. Bei Salvore vor Istrien erlitt die venezianische Flotte 872 eine Niederlage. Angriffe der Sarazenen in der oberen Adria wurden durch Kämpfe gegen das Emirat von Tarent ausgelöst – nun drangen Sarazenen von Kreta her bis nach Grado vor. Sie wichen jedoch der venezianischen Flotte aus und plünderten stattdessen Comacchio. Die Narentaner, slawische Piraten, blieben jedoch unbesiegt. Gegenüber dem Karolinger Karl III. konnte Ursus vertraglich die seit 840 bestehenden Bestimmungen des Pactum Lotharii mit seiner Grenzziehung verlängern. Diese Erneuerung der Grenzziehung unterstrich Venedigs Selbstständigkeit gegenüber dem westlichen Kaiserreich. Darüber hinaus dehnte der neue Vertrag seine Rechte auf das gesamte Reich Karls aus.
Ursus erhielt vom byzantinischen Kaiser um 878 einen hohen Ehrentitel, was mit der Erneuerung des 840 abgeschlossenen Pactum Lotharii kontrastierte, bei dem es sich um einen eigenständigen Vertrag handelte, ohne dass Byzanz dabei noch eine Rolle spielte.
Auf Ursus und seinen mitherrschenden Sohn Iohannes geht ein wenn auch fruchtloses Verbot des Handels mit Sklaven zurück.
Erfolgreicher hingegen war die dauerhafte Einrichtung der sechs venezianischen Bistümer, nämlich derjenigen von Caorle, Eraclea (eigentlich Heracleia), Iesolo, Malamocco (eigentlich Metamaucum), Olivolo und Torcello im Rahmen des Patriarchats Grado. Dessen Patriarchen zwang Ursus, auch gegen päpstlichen Widerstand, zur Flucht. Schließlich setzte er sogar die Anerkennung seiner in Abwesenheit eingesetzten Bischöfe durch, obwohl er mit der Exkommunikation bedroht worden war. Derartige Einflussnahmen in der kirchlichen Sphäre wurden für die Dogen selbstverständlich und zugleich ein Mittel, die Hausmacht zu festigen, indem Verwandte und Parteigänger eingesetzt wurden. Die Heftigkeit der Kämpfe hing damit zusammen, dass das Patriarchat Grado, dessen Grenzen in Italien mit denen der dortigen Großreiche zusammenfielen, zum Einfallstor für deren Politik zu werden drohte. Dies wiederum hing damit zusammen, dass Grado seine Selbstständigkeit gegen die Ansprüche des Patriarchen von Aquileia verteidigen musste, das aus der Entstehung Grados eine Obödienz abzuleiten versuchte. Damit aber hätten die venezianischen Bistümer einen der karolingischen Großen oder später einen Reichsfürsten als geistlichen Oberherrn erhalten.
Ursus ließ Sumpfgebiete um Rialto trockenlegen und förderte die Ansiedlung in Dorsoduro. Er wurde in der Kirche San Zaccaria bestattet. Ihm folgte sein Erstgeborener Iohannes im Amt.

## Familie
Die Particiaco gehörten zu den einflussreichsten tribunizischen Familien in der Frühzeit der Lagunenstadt. Zusammen mit den Candiano und den Orseolo war es die Familie Particiaco – so will es die venezianische historiographische Tradition –, die von 810 bis zur Verfassungsreform von 1172 die meisten Dogen stellte. Der erste Doge eines von Byzanz unabhängigen Venedig war Agnellus (810–827). Ihm folgten seine Söhne Justinianus und Johannes (829–836). Nach der fast dreißigjährigen Regierung des Petrus (836–864) und seines Sohnes Johannes Tradonicus († 863) kehrten die Particiaco mit Ursus I. auf den Dogenstuhl zurück. Ihm folgte wiederum sein Sohn Johannes. Weitere Dogen waren Ursus II. (911–932) und dessen Sohn Petrus (939–942) aus einem Seitenzweig der Familie, den Badoer. Außerdem entstammten mehrere Bischöfe und Patriarchen den Familien der Particiaco und der Badoer.
Diese angebliche Kontinuität ist jedoch keinesfalls gesichert. Die jüngere Forschung geht im Gegenteil davon aus, dass der Zusammenhang zwischen der Familie, der Ursus angehörte, und den Particiaco im Nachhinein, und zwar erst im 13. Jahrhundert, konstruiert worden ist. Der Hauptzweig der Particiaco scheint 836 ohne legitimen Erben ausgestorben zu sein. So dürften Ursus I. und Ursus II. – letzteren machte erst Johannes Diaconus um 1000 zu einem „Particiacus“ – bestenfalls einem Nebenzweig der Particiaco entstammen. Den Badoer gelang in jedem Falle damit eine Verlängerung ihrer Abstammungslinie weit in die Vergangenheit, nämlich in die Zeit, als sich Venedig von Byzanz unabhängig machte, und damit ein enormer Prestigegewinn.

## Das Dogenamt

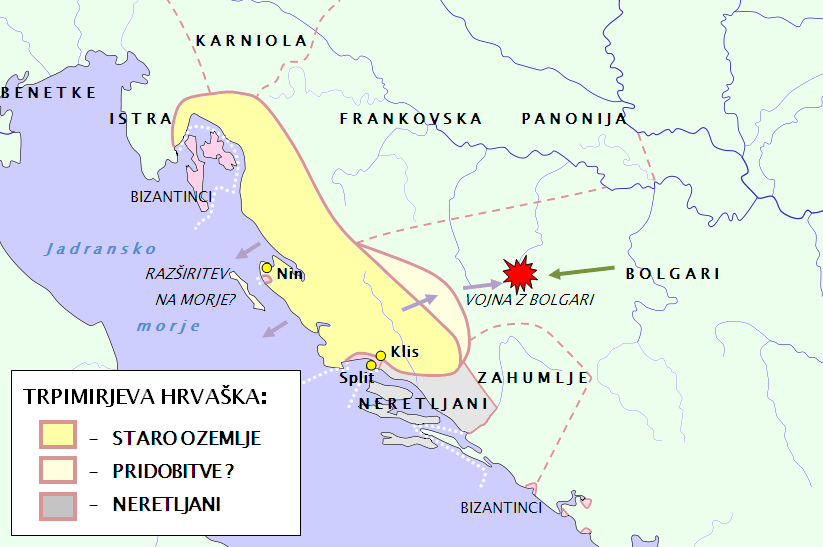
Ungefährer Machtbereich des kroatischen Reiches unter Trpimir I. und der Narentaner

Allem Anschein nach war Ursus nicht in den Mord an seinem Vorgänger verwickelt, im Gegenteil setzte er dessen Politik in wesentlichen Zügen fort. Er sorgte für die Verbannung der Täter, setzte die zivilen und kirchlichen Reformen fort und bekämpfte die Piraten, allen voran Slawen in der oberen und Sarazenen in der unteren Adria.
Gegen die Slawen setzte er 866 eine Flottenexpedition in Gang. Diese richtete sich gegen Domagoj, der zwei Jahre zuvor den legitimen Prätendenten Zdeslav vom kroatischen Thron gestürzt hatte. Domagoj fand sich ohne Kampf zu Verhandlungen bereit, und er ließ Gefangene frei. Doch offenbar hielt der Frieden nicht lange, denn 872 kam es zu einer Niederlage der venezianischen Flotten bei Salvore (Savudrija) vor Istrien. Trpmir, der Sohn des inzwischen gestorbenen Domagoj, griff 876 eine Reihe von Städten auf Istrien an, um sich dann gegen Grado zu wenden. Diesmal gelang den Venezianern ein Sieg. Schließlich kam es 878 mit Zdeslav, dem es gelungen war, die Macht zurückzugewinnen, zu einem Vertragsabschluss. Dafür war Venedig bereit, Tribut zu zahlen. Doch die sogenannten Narentaner, eine weitere slawische Piratengruppe, entzog sich seit jeher dem kroatischen Einfluss. Sie setzten ihre Kaperfahrten fort. Ein Versuch, sie mit Gewalt davon abzuhalten, blieb ohne Erfolg.

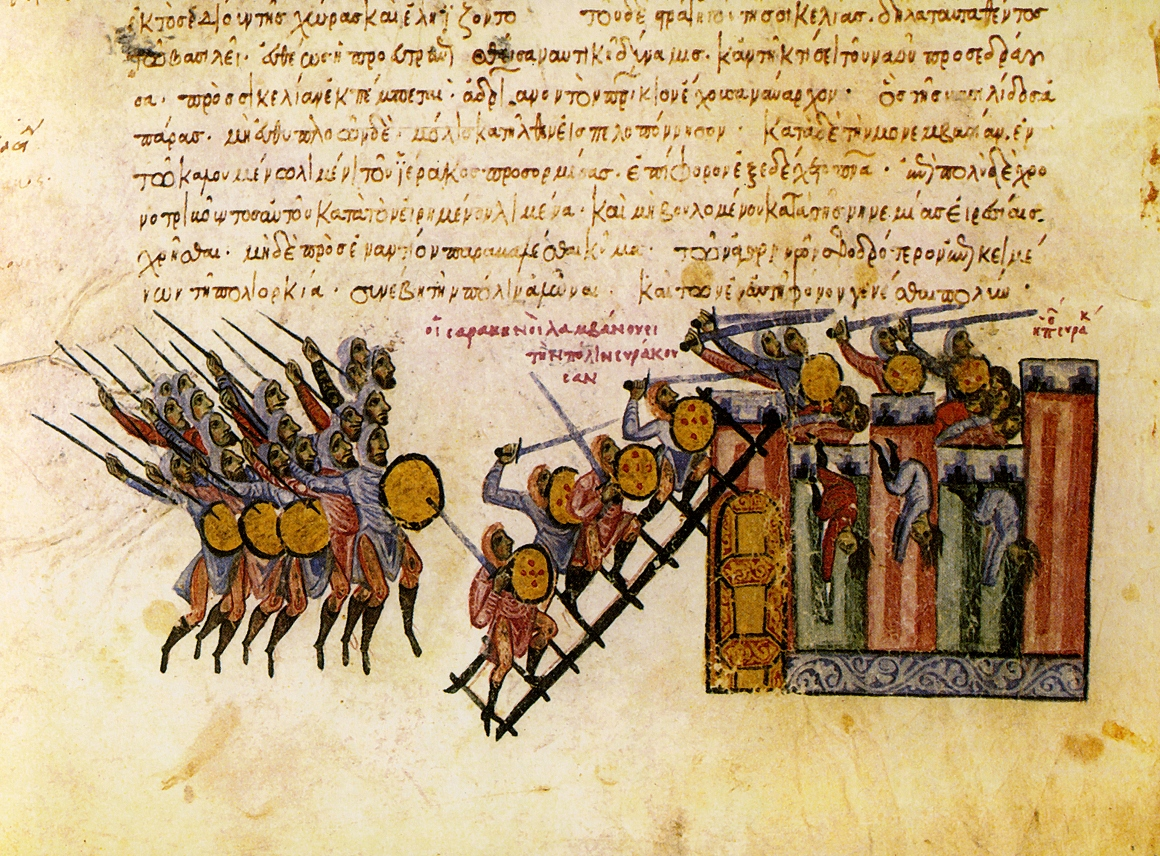
Sarazenen erobern 878 Syrakus, Bilderhandschrift des Skylitzes, ursprünglich in den 1070er Jahren angefertigt; illustrierte Kopie von etwa 1150 bis 1175, entstanden im Umkreis des normannischen Königshofs in Palermo, Biblioteca Nacional de España in Madrid, fol. 100v

Die muslimische Eroberung Siziliens

Ähnliches galt für die Sarazenen, gegen die es sowohl zu Erfolgen, als auch zu Misserfolgen kam. Zwischen 867 und 871, als Kaiser Ludwig II. gegen sie in Süditalien vorging, griffen venezianische Schiffe mit Erfolg die Sarazenen von Tarent an. Doch nun griffen Sarazenen, die um 826 Kreta erobert hatten, das mittlere Dalmatien an. Sie drangen bis Brač vor. 875 konnten sich die Bewohner von Grado gegen einen Angriff verteidigen. Deren Angriff konnte eine venezianische Flotte, ohne dass es zum Kampf kam, unter Führung des Dogensohnes Johannes abwehren und gegen Comacchio ablenken. Infolgedessen wurde die Handelskonkurrentin von den Sarazenen geplündert. Diesen gelang 878 auf Sizilien die Eroberung von Syrakus, womit die 827 begonnene Eroberung der Insel zu einem gewissen Abschluss kam.
Insgesamt wirkten die Erfolge der venezianischen Operationen, häufig in Verbindung mit byzantinischen Flotten und karolingischen Landheeren, prestigesteigernd. Vom byzantinischen Kaiser Basileios I. erhielt Ursus – wohl gelegentlich einer kaiserlichen Gesandtschaft – um 878 den Ehrentitel eines Protospatharios, ein Titel, den bis dato kein Doge erhalten hatte. Der karolingische Kaiser Karl III. erneuerte das 840 abgeschlossene Pactum Lotharii, das Lothar I. mit Petrus Tradonicus abgeschlossen hatte. Dieser Vertrag hatte die staatliche Souveränität Venedigs begründet, denn darin wurden seine Grenzen festgelegt. Vor allem aber handelte es sich um einen eigenständigen Vertrag, ohne dass Konstantinopel dabei noch eine Rolle spielte.
Ursus wird neben äußeren Erfolgen eine Reihe von Reformen zugeschrieben. So entstanden zu seiner Zeit neue Bistümer. Dabei wurde der Kanon der sechs Diözesen der Kirchenprovinz Grado dauerhaft festgelegt: Caorle, Heracleia, Iesolo, Metamaucum, Olivolo und Torcello. Doch der Versuch der staatlichen Macht, sich die kirchliche Sphäre unterzuordnen, führte auch zu erneuten Erschütterungen. Neben der Ermordung des Adeodato, des Bischofs von Torcello, im Jahr 864 erwies sich dies vor allem 874, als Petrus (Pietro I. Marturio), der neugewählte Patriarch von Grado, das Amt zunächst ablehnte und ins Königreich Italien floh. Als der Doge wahrnahm, dass der Patriarch seinen Kandidaten für die Wahl zum Bischof von Torcello, Dominicus, den Abt von Santo Stefano di Altino, ablehnte, und ihn mit der Exkommunikation bedrohte, zwang er ihn nach Istrien zu fliehen. Nach einem Jahr Aufenthalt in Rialto floh er sogar nach Rom. Trotz mehrfacher Interventionen durch Papst Johannes VIII. zwang Ursus den Patriarchen Petrus mitsamt seinen von ihm eingesetzten Bischöfen nachzugeben. Nur den Bischof von Torcello akzeptierte er, und dieser wurde auch vom Nachfolger des Petrus anerkannt. Petrus kehrte nach Grado zurück und weihte nunmehr die in seiner Abwesenheit eingesetzten Bischöfe, die er bis dahin nicht anerkannt hatte. Damit gelang dem Dogen eine fundamentale Wende im Verhältnis zum Patriarchat.
Im Januar 880 kam es auch mit dem Patriarchen von Aquileia zu einem Vertrag. Darin wurden die venezianischen Händler im Hafen von Pilo von Abgaben ausgenommen. Auch sagte der Patriarch ein Ende der Feindseligkeiten von Seiten Grados zu, dazu den Verzicht auf alle Ansprüche auf die abhängigen Kirchen und ihre Besitztümer. Eine wichtige längerfristige Folge war, dass der Doge bis ins 11. Jahrhundert die Kandidaten für Bischofs-, Abt- und Äbtissinnenämter vorschlug und an der Wahl teilnahm, sowie die weltliche Gerichtsbarkeit über den hohen Klerus ausübte.
Gemeinsam mit seinem Sohn und Mitherrscher Johannes untersagte Ursus den Handel mit Sklaven, ein Verbot, das später Pietro IV. Candiano im Jahr 960 erneuerte. Entgegen kurzfristigen ökonomischen Interessen bevorzugten die Dogen die Reputation, die Venedig damit gewann. Doch hatten sie damit offenbar ebenso wenig Erfolg wie der Papst mit einem entsprechenden Verbot.
Um der wachsenden Bevölkerung Venedigs Wohnmöglichkeiten zu verschaffen, ließ Ursus Sumpfgebiete um den Rialto trockenlegen und förderte die Ansiedlung in Dorsoduro. Dem byzantinischen Kaiser Basileios I. schickte er, dies schildert Andrea Dandolo nicht ohne Stolz, zwölf Glocken nach Konstantinopel, die man dort nicht kannte und eben erst seit diesem Geschenk in die dortigen Kirchen hängte. Möglicherweise sah er darin einen ersten Ausgleich für den steten Strom höchstwertiger Güter vom Goldenen Horn in die Lagune.
Der Doge starb im Jahr 881 und wurde in der Kirche San Zaccaria bestattet. Ihm folgte sein Erstgeborener Johannes im Amt (meist Johannes II. bzw. Giovanni II. genannt, um ihn von Johannes I., dem Bruder und Nachfolger Justinianus’ zu unterscheiden), der bis 887 herrschte.

## Rezeption

### Bis zum Ende der Republik (1797)
Im Chronicon Altinate oder Chronicon Venetum, einer der ältesten venezianischen Quellen, die um 1000 entstand, erscheint der Doge mit dem Namen und der Amtsdauer „Ursus Paureta ducavit ann. 23“.
Für das Venedig zur Zeit des Dogen Andrea Dandolo war die Deutung, die man der Herrschaft Orsos gab, in mehrfacher Hinsicht von symbolischer Bedeutung. Das Augenmerk der Mitte des 14. Jahrhunderts längst fest etablierten politischen Führungsgremien, die vor allem seit Andrea Dandolo die Geschichtsschreibung steuerten, galt der Entwicklung der Verfassung (in diesem Falle der Frage der konflikthaften Dynastiebildung, aber auch der Herleitung einer der führenden Familien Venedigs), den inneren Auseinandersetzungen zwischen den possessores (repräsentiert in den Familiennamen), also der sich immer mehr abschließenden Gruppe der Besitzenden, die zugleich die politische Macht und den Fernhandel besetzten, aber auch den Machtverschiebungen innerhalb der Adria und im östlichen Mittelmeerraum sowie in Italien. Dabei standen die Fragen nach der Souveränität zwischen den übermächtigen Kaiserreichen, des Rechts aus eigener Wurzel, mithin der Herleitung und Legitimation ihres territorialen Anspruches, stets im Mittelpunkt. Hinzu kam der Ausbau der wachsenden Stadt, insbesondere die Schaffung und Befestigung der Inseln, allen voran von Dorsoduro. Zudem gelang Ursus die Unterstellung der sechs Suffraganbistümer Grados, dessen Patriarchat beinahe mit dem venezianischen Gebiet identisch war.
Die älteste volkssprachliche Chronik, die Cronica di Venexia detta di Enrico Dandolo aus dem späten 14. Jahrhundert, stellt die Vorgänge auf einer in dieser Zeit längst üblichen, sehr persönlichen Ebene dar, was den Dogen noch einmal größere individuelle Macht zuwies. Nach dieser Chronik wurde „Orso Badoaro, dicto Porecha“, vom ganzen Volk zum Dogen erhoben („a voxe de tucto lo povolo fu elevado Duxe“). Die Identifizierung der Particiaco mit den Badoer war also längst selbstverständlich geworden. Zu Orsos Zeit habe „Domago“, der „primcipo de Sclavania“ Frieden mit der „Comun de Venesia“ geschlossen, während die „Saraini“ mit großer Flotte Dalmatien und ganz Istrien bis Grado attackierten. Der Doge „cum li Venitiani“ verteidigte „tucte le contrade sue“. Mit Einverständnis des Volkes erhob er seinen Sohn „Giane“ zum Mitdogen „et constituillo suo successor nel ducado“, machte ihn also zu seinem designierten Nachfolger. „Zu dieser Zeit“ richtete „Elicho, primicipo de Sclavania“ mit seiner Flotte großen Schaden an. Nach dem Herausgeber der Chronik hat der Verfasser an dieser Stelle Andrea Dandolo missverstanden, bzw. das dort erscheinende Adverb „Illico“ als Eigennamen gedeutet. Gegen ihn ging jedenfalls der Doge „personalmente cum grande exercito“ vor und errang einen Sieg. Schließlich ließ der Doge „l’insula overo mota Dossoduro, essendo dexabitada“ befestigen und bebauen. Als Motta bezeichnet man bis heute kleine, befestigte Inseln, wobei der Verfasser glaubt, Dorsoduro sei zuvor unbewohnt gewesen. Von diesen Häusern habe man noch zur Zeit des Verfassers der Chronik einige sehen können.

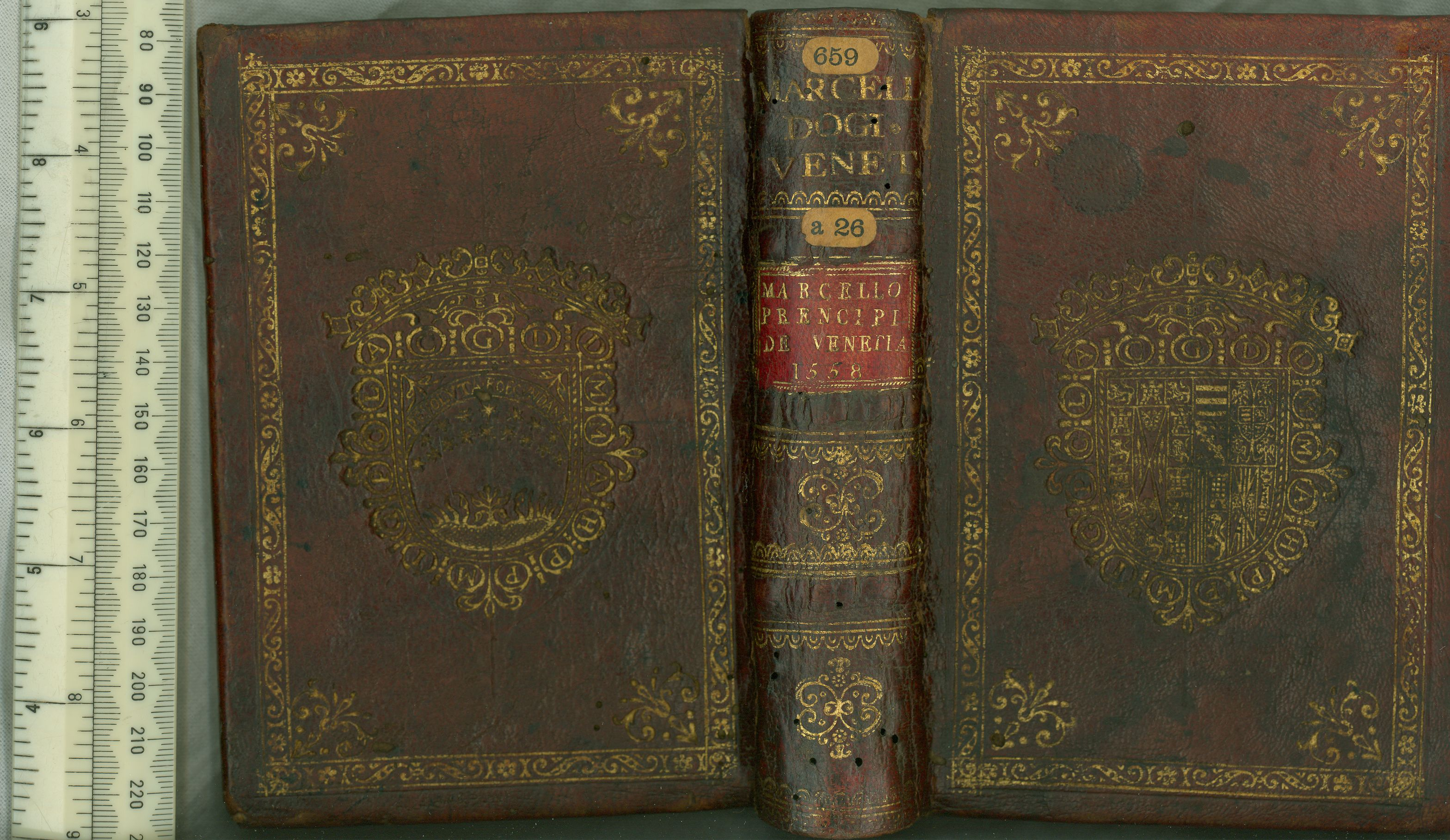
Umschlag einer Ausgabe der Vite de’prencipi di Vinegia des Pietro Marcello

Mit einigen Abweichungen berichtet Pietro Marcello. Er führte 1502 in seinem später ins Volgare unter dem Titel Vite de’prencipi di Vinegia übersetzten Werk den Dogen im Abschnitt „Orso Particiaco Doge XIIII.“ Nach dem Richterspruch über die Verschwörer, die seinen Vorgänger ermordet hatten, wurde Orso im Jahr 864 zum Dogen gewählt. Venedig wurde zu dieser Zeit von den „Barbari“ bedroht, darunter „Saracini“ aus Alexandria, die Kreta erobert hatten und von dort Dalmatien angriffen, den Küstensaum plünderten und Grado belagerten. Unter Orsos Führung vertrieb jedoch die venezianische Flotte die Angreifer. ‚Einige berichteten von einer anderen Expedition‘ gegen Tarent. Entgegen den Abmachungen raubten die Narentaner auf Istrien, doch bekämpfte sie der Doge glücklich. Es gelang, Dorsoduro wieder zu besiedeln, das die Einwohner wegen der Plünderungsgefahren aufgegeben hatten. Marcello schreibt, der Doge habe dort Häuser bauen lassen, in denen diejenigen untergebracht worden seien, die in seinen Diensten standen. Sie seien daher die „Escusati de’Prencipi“ genannt worden. Schließlich sei der Doge im 17. Jahr seiner Herrschaft gestorben.

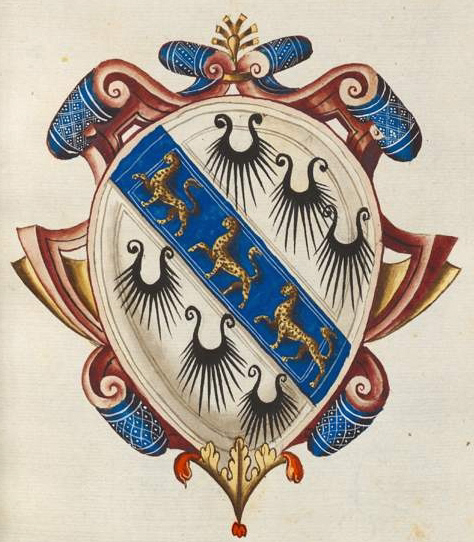
Der Kampf gegen die Sarazenen, die in die obere Adria vordrangen, führte nicht nur zu Legendenbildungen, sondern schlug sich auch in Namen und Wappen der führenden Familien nieder, wie etwa der Barbarigo. Angeblich sollen den im Jahr 880 besiegten Sarazenen von einem Arrigo die Bärte (barbe) abgeschnitten worden sein. Dieser Arrigo gilt als erster Vertreter der Familie Barbarigo. Später soll aus der Verbindung barba arrighi sogar der Familienname entstanden sein, denn die Bärte der Besiegten wurden aufgereiht. Diese Abbildung entstammt einer italienischen Handschrift, entstanden zwischen 1550 und 1555, die sich in der Bayerischen Staatsbibliothek befindet (Digitalisat).

Die Chronik des Gian Giacomo Caroldo berichtet vom 14. Dogen, er sei von den Patriziern und dem Volk im Jahr 854 zum Dogen proklamiert worden. Ohne Zögern fuhr er, folgt man dem 1532 vollendeten Geschichtswerk, mit der Flotte gegen „Domogai Prencipe de Schiavoni“, der sich kampflos zum Frieden bereiterklärte. Daraufhin fuhr er gegen die „Saraceni“, die er vor Tarent besiegte. Das ‚schon seit 30 Jahren von Sarazenen besessene‘ Bari wurde vom Heer Kaiser Ludwigs erobert. Im darauf folgenden Jahr fuhren Sarazenen von Kreta nach „Brazza“, plünderten in Dalmatien mehrere Städte, so dass der Doge sie durch ein kleines Schiff beobachten ließ. Dieses wurde von „corsari Schiavoni“ gekapert, die auf kleinen, versteckten Schiffen aus einem istrischen Hafen heraus angriffen. Nach zwei Tagen vor Grado wichen sie vor dem Dogensohn und seiner Flotte aus, nachdem sie in der Nachbarschaft noch Orte geplündert hatten. Johannes musste erkennen, dass er sie nicht mehr erreichen konnte und kehrte heim. Dort wurde er zum Mitdogen erhoben. Zu dieser Zeit plünderten die Slawen „Humago, Città Nova et Rovigno“, doch besiegte die Flotte unter Führung des Dogen sie mit 30 Schiffen. Den Handel mit Sklaven verboten „li Duci co’l’ Clero et Popolo“, es verboten ihn also ‚die Dogen mit dem Klerus und dem Volk‘. Zu dieser Zeit, so der Chronist, ließen die Söhne des Marin Pancratio „rinovare et ristaurare“ die Kirche Santa Maria Formosa, die wegen ihres Alters zusammenzubrechen drohte. Dem vom Dogen präferierten Kandidaten für den Patriarchenstuhl waren, „per commesso errore, gli furono tagliati li testicoli“, und er sei danach „andato vagabondo“. Die Streitenden einigten sich in Ravenna darauf, dass „Dominico Caloprino eletto Vescovo Torcellano per certo tempo fusse privo della consecratione, ma che però havesse et possedesse la Casa et li beni del Vescovato“. Dominicus, der gewählte Bischof von Torcello, sollte also, obwohl nicht konsekriert, sein Haus und die Güter des Bistums besitzen. Auch den Streit mit dem Patriarchen von Aquileia beschreibt der Chronist knapp.
In der 1574 erschienenen Chronica das ist Warhaffte eigentliche vnd kurtze Beschreibung, aller Hertzogen zu Venedig Leben des Frankfurter Juristen Heinrich Kellner, die auf Marcello aufbauend die venezianische Chronistik im deutschen Sprachraum bekannt machte, ist „Orsus Partitiatius der Dreytzehende Hertzog“. Er sei „Hertzog gewehlet worden/im jar 864“, nachdem die „Gemein wider gestillet war“. Diese Beruhigung nach dem Mord an seinem Vorgänger erfolgte durch Urteile „der dreyer Männer“, die dazu bestimmt waren, das Verbrechen zu sühnen. Die Regierung des Dogen „sey ziemlich wol zugangen / wiewohl die Gemein sehr geplaget ward von den Barbaris“, den Sarazenen, die „die Insel Candiam in Dalmatia eyngenommen hatten … und belägerten Grado“ – hier meinte Marcello Candia, wie die Insel Kreta und ihre Hauptstadt von den Venezianern genannt wurden. Doch gelang es der Flotte unter Führung des Dogen, die „Barbaros durch forcht in die flucht“ zu zwingen. Dann berichtet Kellner von einem Sieg über Tarent, dem ein weiterer folgte, nachdem die dortigen Sarazenen „dem auffgerichten Vertrag zuwider etliche örter in Istrien verderbeten“. „Umb dieselbe zeit fieng Dorsoduro an bewohnt zu werden / welches zuvor gar öde war / von der Räuberey wegen / die auff dem Meer geschahe.“ Für die auf Befehl des Dogen dort vorgesehenen Neusiedler nennt Kellner ausdrücklich „Gli Escusati de Prencipi“ – durch verkleinerte Schrift als Zitat gekennzeichnet –, also die „deß Fürsten Entschuldigten“. Diesen Ausdruck erläutert Kellner mit „halt von wegen / dieweil sie auf den Fürsten warteten / und derhalben von allen anderen beschwerungen ledig und entschuldigt waren.“ Orsus, „der gantz wol und billichlich regiert hatt“ starb „in grossem unglück / im siebentzehnden jar seines Hertzogthumbs.“

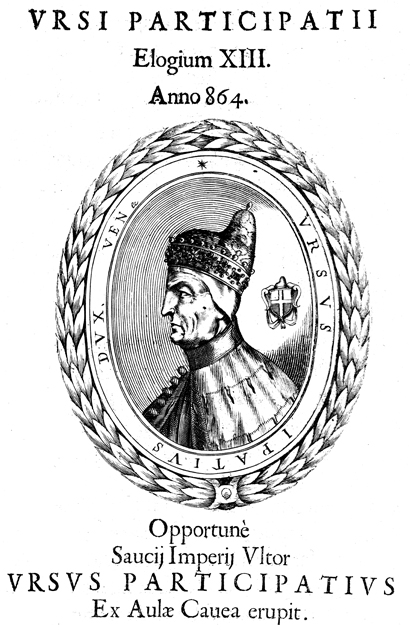
Leone Matina: Phantasieporträt des Dogen in der wohl ersten gedruckten Porträtserie aller bis dahin anerkannten Dogen, dem Ducalis regiae lararium von 1659

In der Übersetzung der Historia Veneta des Alessandro Maria Vianoli, die 1686 in Nürnberg unter dem Titel Der Venetianischen Hertzogen Leben / Regierung, und Absterben / Von dem Ersten Paulutio Anafesto an / biss auf den itzt-regierenden Marcum Antonium Justiniani erschien, hieß der Doge bereits „Orsus I. Baduarius der Vierzehende Hertzog“. Sowohl die Nummerierung der Dogen, als auch die Zuordnung Ursus’ zur Familie der Badoer, bzw. die Gleichsetzung mit den Particiaco, wurde nun zum Standard. Nach Vianoli seien unter Ursus „alle Verrichtungen und allgemeine Staats-Affairen noch ziemlich wohl abgelauffen“, sieht man von der Bedrohung durch die „Barbaren“ ab. Angeblich ließ der Doge die Mörder seines Vorgängers ergreifen, „von welchen im auch viere ihm in die Hände gerathen“. Als abschreckendes „Exempel“ ließ er sie „öffentlich / auf St. Markus-Platz / erstlichen schleiffen / mit glühenden Zangen pfetzen / ihnen gantze Stücker Fleisch aus dem Leib schneiden / und endlichen von vier Pferden in Stücke lebendig zerreissen lassen“. Doch konnte der Doge sich dem inneren Zwist nicht zuwenden, da ihn die Sarazenen, die Dalmatien und Istrien plünderten, und Pola „geschleiffet seynd“, nunmehr Grado belagerten. Eilig zog Ursus eine „Schiff-Armada“ zusammen, die er selbst kommandierte. Er jagte die Sarazenen in die Flucht. Nun, so Vianoli, griffen die Sarazenen das „Griechische Reich“ an, das „von Tag zu Tag schwächer worden“. Sie eroberten die Insel Candia, also Kreta, und der Kaiser bat den Dogen, das Kommando über die „Griechische Armada“ zu übernehmen (S. 106). Dazu erklärte er sich bereit, worauf ihm gegen die Sarazenen von Tarent ein großer Sieg gelang. Nach seiner Rückkehr besiedelte Ursus die Insel „Orsoduro“ (eigentlich „Dorsoduro“). Die neuen Bewohner nannte man, wie schon Marcello bemerkt hatte, „excusati del Principe“, „das ist des Fürsten entschuldigte“. Dies erklärt er damit, dass sie „der Person des Fürsten täglich aufwarten musten / und derhalben vor allen anderen Beschwerungen ledig und befreyet gewesen“. 881 folgte dem verstorbenen Dogen sein Sohn „Johannes II. Badoarius“.
1687 schrieb Jacob von Sandrart in seinem Werk Kurtze und vermehrte Beschreibung Von Dem Ursprung / Aufnehmen / Gebiete / und Regierung der Weltberühmten Republick Venedig ebenfalls, wenn auch sehr lakonisch: „Ursus Partitiatus“. 864 sei er zum „(XIII. andere sagen zum XVI.) Hertzoge erwehlet“ worden. Die Sarazenen, „welche Ancona in Brand gesteckt/die Insul Creta eingenommen / und biß in Dalmatien eingedrungen waren / mit einer sehr merckwürdigen Niederlage geschlagen / und Italien in so weit in Ruhestand gesetzet.“ Dafür erhielt er den Titel eines „Protospatharii“.

### Historisch-kritische Darstellungen (ab dem 18. Jahrhundert)

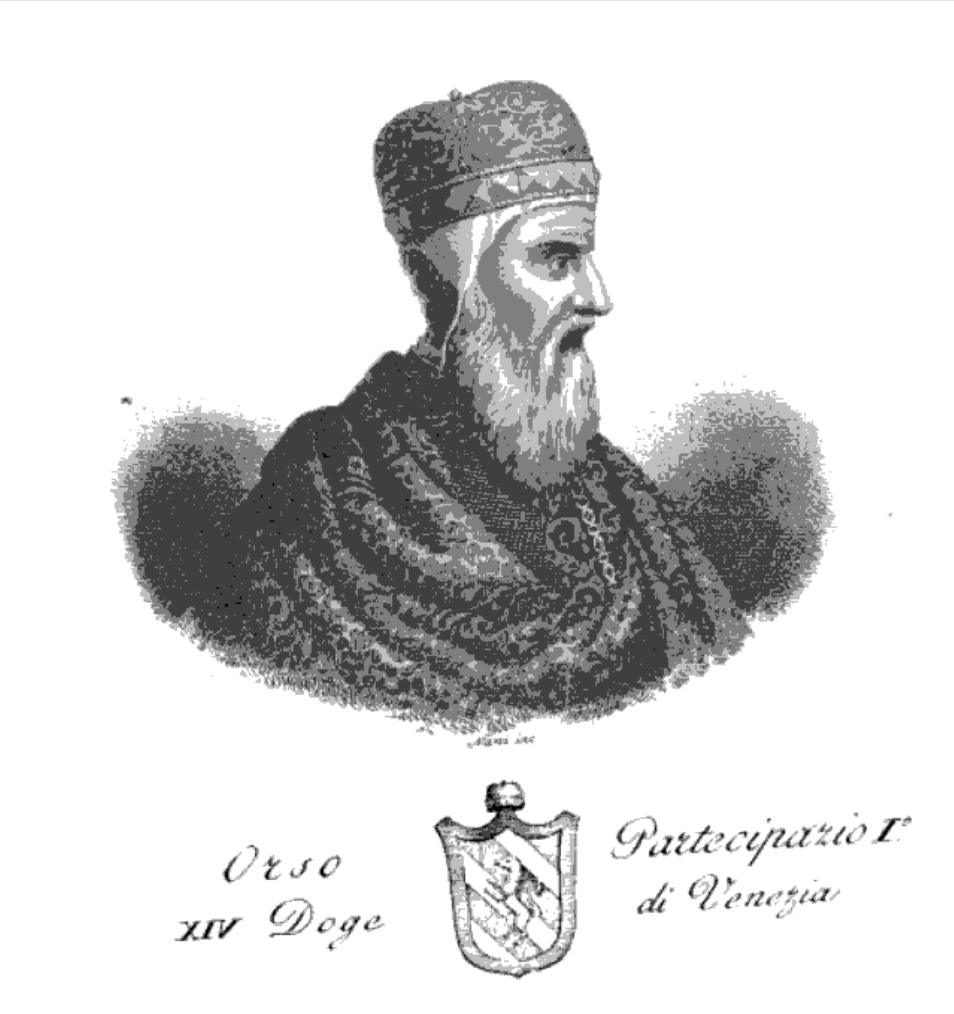
Phantasiedarstellung des Dogen „Orso Partecipazio“ aus den frühen 1830er Jahren, Antonio Nani: Serie dei Dogi di Venezia intagliati in rame da Antonio Nani. Giuntevi alcuni notizie biografiche estese da diversi, Bd. 1, Merlo, Venedig 1840, o. S. (Google Books)

Nach Johann Friedrich LeBret, der ab 1769 in seiner vierbändigen Staatsgeschichte der Republik Venedig seine Leserschaft mit seinen ausschmückenden Rückprojektionen unterhielt – dies betrifft allerdings nur die früheren Dogen –, die vielfach die lakonischen und schwer zu deutenden Quellen „ergänzten“, handelte es sich bei „Ursus Participatius“ um einen Mann, der gewählt worden sei, weil man jemanden brauchte, der „bey den damaligen Aussichten fähig wäre, sie wider alle streifenden Völker und wider die Gewalt der Saracenen zu schützen“. Nach LeBret waren die Particiaco deshalb „dem ganzen Volke beliebt“, weil sie durch verschiedene Gebäude die Stadt verschönert hatten. „Agnellus und Justinian Participatius hatten ihr Angedenken durch schöne Stiftungen verewiget. Einige Bischöfe aus diesem Hause hatten Kirchen aus ihrem Vermögen aufgeführet“ (S. 171). Doch Kroaten und Sarazenen schienen gemeinschaftlich zu handeln. Der Doge „nöthigte ihren Fürsten Domogoi, oder Dominicus, den Schaden zu ersetzen, Geiseln zu geben, und sich zu einem Frieden zu verstehen.“ Scharf kritisiert LeBret, dass der venezianische Kaufmann die Gewalttaten der Slawen und Sarazenen „mit kaltem Geblüte“ ansah, er „erhandelte die von den Seeräubern zu Sclaven gemachten Christen“, und verkaufte sie an den, „der sie am besten bezahlte.“ „Der weltliche Arm verbot diesen gottlosen Handel in Venedig“. „Ursus erhob sich über alle Betrachtungen des Privatnutzens, und zog das Interesse des Staates demselben vor.“ Er musste das Meer „reinigen“, was durch den Einsatz „nach einer ganz verschiedenen Theorie erbauten Schiffen“ gegen Tarent gelang, und „weil er sein Volk das erste Mal gelehrt hatte, die mächtigsten Feinde durch Tapferkeit und Geschicklichkeit zu überwinden.“ Zu Lande wurde Bari von „K. Ludwig dem zweyten eingenommen“. Die Sarazenen von Kreta plünderten im Gegenzug Brač, woraufhin der Doge ein kleines, 14-köpfiges Spionageschiff aussandte. Dieses Schiff wurde jedoch von Slawen gekapert, die Mannschaft umgebracht. „Die Saracenen wagten sich bis nach Grado“, was man in Venedig wegen besagter Kaperung erst bemerkte, als die feindlichen Schiffe schon vor der Stadt erschienen. Die Belagerung dauerte nur zwei Tage, weil der Doge seinem Sohn Johannes Befehl gab, die Stadt zu entsetzen. Das bloße Erscheinen der venezianischen Flotte veranlasste die Belagerer abzuziehen und stattdessen Comacchio anzugreifen. Der Dogensohn kehrte „mit dem Ruhm eines Sieges zurück, der ihm nichts mehr gekostet hatte, als sich zu zeigen“. Dennoch gestattete das Volk seine Erhebung zum Mitdogen. Während das Karolingerreich immer mehr zerfiel, war der Hauptgegner Venedigs die Piraterie. Doch mit dreißig Schiffen errang der Doge einen Sieg über die Kroaten, die Sipar, Emonia, Rovigno und Umago zerstört hatten. Dem folgenden Frieden blieben die Narentaner fern, gegen die auch eine weitere Flotte nichts ausrichten konnte. Nach LeBret machte Ursus durch zwölf Glocken, die er dem Kaiser schenkte, den Gebrauch derselben in Byzanz erst bekannt (S. 175). Dorsoduro wurde „durch seine Sorgfalt wohnbar gemacht“. Auch „seine Vaterstadt“ Eraclea, wo er für seine Familie einen Palast bauen ließ, profitierte von seinen städtebaulichen Maßnahmen. „Sein Volk bethete ihn an, und hatte die besondere Achtung für ihn, daß es ihm erlaubete, in Ruhe zu sterben.“ „Sein Sohn Johannes folgete ihm ohne allen Widerspruch“ (S. 176).

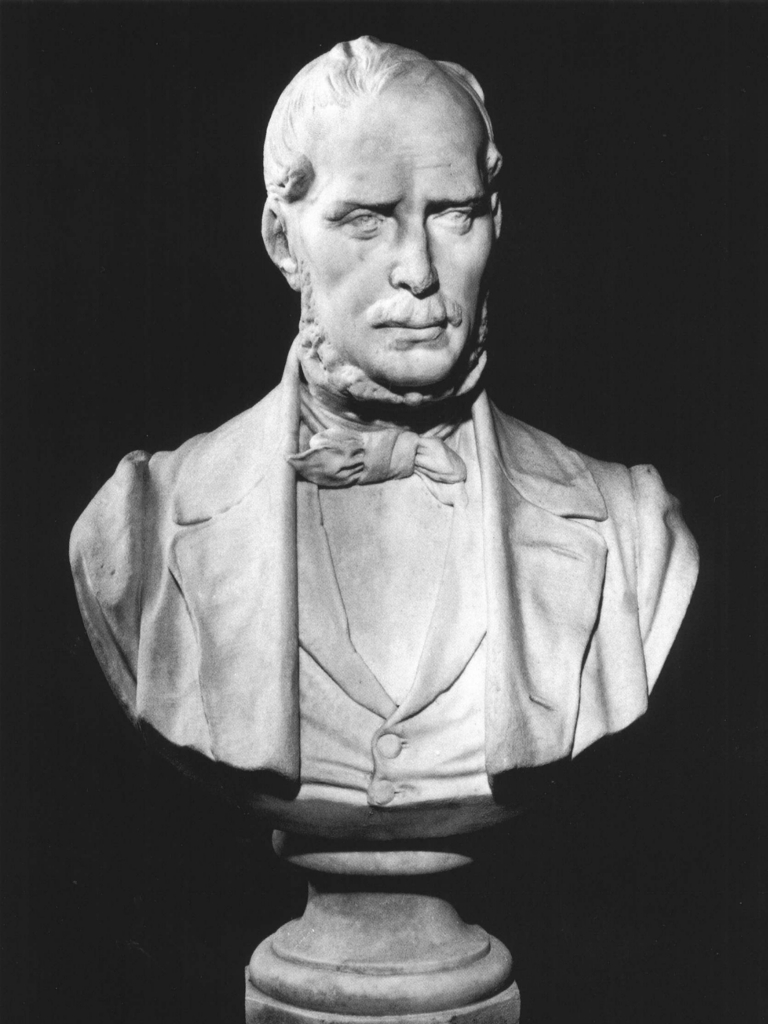
Büste des Samuele Romanin im Panteon Veneto des Istituto Veneto di Scienze, Lettere ed Arti, Marmor, ein Werk von Augusto Benvenuti, entstanden 1896

Samuele Romanin, der „durch sein Werk eine neue Epoche für die venetianische Historiographie heraufführte“, räumte „Orso Partecipazio, doge XIV“ 1853 im ersten Band seines zehnbändigen Opus’  Storia documentata di Venezia zehn Seiten ein. Dem Dogen sei daran gelegen gewesen, den honor der Republik wiederherzustellen, der durch so zahlreiche Niederlagen lädiert gewesen sei. So habe er den Frieden durch einen Flottenzug gegen die Kroaten erzwungen, und das Bündnis der Karolinger und des byzantinischen Kaisers bezwang das Emirat von Bari. Gleichzeitig besiegten die Venezianer die Flotte der Sarazenen von Tarent. Doch die beiden Kaiser zerstritten sich wegen eines gescheiterten Eheprojektes ihrer Kinder, was Romanin Gelegenheit gab, die Gewalttätigkeit und Ungerechtigkeit des Feudalismus dem Gerechtigkeitssinn der Venezianer gegenüberzustellen: „Ma in Venezia il feudalismo e le sue nequizie, il suo tirannico potere ed i suoi costumi non poterone mai penetrare“ (S. 193). Romanin glaubte sogar, die Venezianer hätten gleiches Recht für jedermann vor dem Gesetz durchgesetzt (S. 193). Daran anschließend berichtet er von jenem Spionageschiff, das von Slawen gekapert, nicht mehr von den Umtrieben der Sarazenen berichten konnte, was diesen wiederum ermöglichte, völlig überraschend vor Grado aufzutauchen. Wie bereits Andrea Dandolo und ihn ausschreibend LeBret berichtet hatte, kehrt auch bei Romanin der Dogensohn, vor dessen Flotte die überraschten Sarazenen geflohen seien, zurück, und er sei danach sogleich zum Mitdogen erhoben worden. Die Auseinandersetzungen mit dem Klerus schildert Romanin ausführlich, in deren vierjährigem Verlauf es zu Einladungen zu Verhandlungen nach Rom kam, denen die Geistlichen jedoch nicht nachgekommen seien, woraufhin der Papst den Dogen ermahnt habe, schließlich zu Exkommunikationen. Im weiteren Verlauf habe sich der Patriarch gezwungen gesehen, nach Istrien, dann nach Rom zu fliehen. Für den 22. Juli 877 habe Johannes VIII. eine Synode nach Ravenna einberufen, doch die venezianischen Geistlichen seien zu spät dort angekommen. Es sei zwar zu einem Kompromiss gekommen, doch habe der Vorgang gezeigt, wie wenig der Doge selbst päpstliche Einmischung in venezianische Angelegenheiten hinzunehmen bereit gewesen sei. Bei den erneuten Kämpfen gegen die Kroaten schlossen sich die Städte Dalmatiens und Zara Venedig an, da sie der byzantinische Kaiser gleichfalls nicht mehr verteidigen konnte. Daher seien die Städte bereits unter Kaiser Michael II. (820–829) praktisch unabhängig geworden. Doch mit den vielen zersplitterten Kleinreichen der Slawen sei auf die Dauer kein Frieden möglich gewesen, glaubt Romanin. Derweil sei der Sklavenhandel, der schon mehrfach untersagt worden war, offensichtlich weitergeführt worden, so dass erneut strenge Strafen angedroht worden seien. Doch die Gewinnaussichten seien so groß gewesen, dass sie selbst über die Religion, die Menschlichkeit und die Drohungen des Dogen obsiegten. Dass Dorsoduro komplett neu bevölkert wurde, bezweifelt Romanin, doch die einst vor den Piraten Geflohenen bauten zuerst Häuser an den Häfen von San Nicolò und Murano, Dorsoduro wurde eines der Sestieri Venedigs (S. 197). Mit Aquileia, das wieder versucht habe, auf die Bistümer Grados zuzugreifen, sei es auf eine bezeichnende Art zum Friedensschluss gekommen. Es habe nämlich erstmals die Blockade eines Festlandshafens, in diesem Falle von Pilo, genügt, um einen Friedensschluss zu erzwingen. Der Doge selbst durfte fortan sogar abgabenfrei dort handeln. Er selbst, so behauptet Romanin, habe eine Nichte des byzantinischen Kaisers geheiratet. Seine Söhne wirkten entweder entscheidend in der weltlichen Sphäre, oder aber genauso in der geistlichen, in diesem Falle durch Victor II., den Patriarchen von Grado.
August Friedrich Gfrörer († 1861) glaubte in seiner, erst elf Jahre nach seinem Tod erschienenen Geschichte Venedigs von seiner Gründung bis zum Jahre 1084: „Die Regierung des neuen Dogen Orso Participazzo war eine kriegerische.“ Den ersten Zug gegen die Slawen datiert Gfrörer anhand der Reihenfolge der Schilderungen in der Chronik des Andrea Dandolo in die Jahre 864 oder 865. Um 870 setzt er den Sieg über die Tarentiner Sarazenen an, den Angriff der Sarazenen auf Grado um 876. Dann bezieht er sich wieder ausdrücklich auf die besagte Chronik bei der Beschreibung der zweitägigen Belagerung von Grado, ebenso wie bei der Flotte, die Johannes gegen die Belagerer führen sollte, die jedoch auswichen und auf dem Rückweg Comacchio verheerten. Aus Dankbarkeit erhoben die Venezianer den Flottenführer nach der Heimkehr zum Mitdogen. Zwar ließen die Slawen Venedigs Schiffe passieren, doch sie griffen andere Städte an, was Venedig nicht mehr dulden wollte. Es kam zwar danach zu einem Friedensschluss, von dem der Doge jedoch die Narentaner ausnahm, die er strafte. Nach Gfrörer bereitete der Doge mit diesem Vorgehen die künftige Herrschaft Venedigs über Istrien vor. Außerdem habe Karl der Dicke anerkannt, dass nur Venedig die Seekräfte besessen habe, um die slawischen Piraten im Zaum zu halten. Nun erst, wohl im letzten Jahr Orsos, hätten Konstantinopel und Venedig wieder Kontakt aufgenommen, und der Kaiser habe gleichfalls die neue Rolle Venedigs als Ordnungsmacht in der Adria akzeptiert. Er hatte einen hohen Titel und reiche Geschenke zu bieten, Orso antwortete mit jenen zwölf Glocken. Ebenfalls von Dandolo stammt der Hinweis auf den Palast in Heracliana (Eraclea), den Orso in der Stadt seiner Vorfahren erbauen ließ, und die Vertragsbestimmungen mit Aquileia. Nach Gfrörer hatte der Patriarch Walpert (875–899) mit dem byzantinischen Patriarchen Photios gemeinsame Sache gegen Papst Johannes VIII. gemacht, wofür er die Suprematie über die Bistümer Istriens und Dalmatiens erhalten habe. Der Doge „geriet mit dem Patriarchen Peter von Grado in einen Streit, welcher wie ein Vorspiel des Kampfes zwischen Gregor VII. und Heinrich IV. von Deutschland sich gestaltete“ (S. 196 f.). Damit meinte Gfrörer den Investiturstreit. „Ja wohl! die Patriarchen und Bischöfe Venetiens mußten tanzen, wie ihnen Anfangs der Doge und später die Signoria aufspielte“ – Gfrörer hält dieses Vorgehen gegen die Kirche am Ende für die Ursache des Untergangs der Republik. Um die Kirche in Misskredit zu bringen, nahm Dandolo in seine Chronik „eines der boshaftesten, aber auch der dümmsten Märlein, welche je Feinde der christlichen Kirche ausheckten“ auf, nämlich die Geschichte von der Päpstin Johanna (S. 198). Im Streit mit Aquileia, in dessen Verlauf sich die venezianischen Bischöfe zunächst weigerten, vor dem Papst zu erscheinen, kamen dieselben zur Synode von Ravenna zu spät. Sie wurden daher exkommuniziert. Johannes Diaconus schreibt, der Papst habe diese Exkommunikation auf Bitten des Dogen zurückgenommen. Für Gfrörer ist klar, dass der Doge mit dem Anschluss an die östliche Kirche gedroht haben müsse, um dies zu erreichen. Als Kompromiss durfte der Patriarch Peter drei Erwählte weihen, was er später an den Bischöfen von Olivolo, Malamocco und Cittanova vornahm, und solange er lebte, sollte Dominicus keine Weihen empfangen. Dominicus durfte aber bis zu Peters Tod im Bischofspalast leben und die dazugehörigen Einkünfte beziehen. Im Alter von 40 Jahren, so Johannes Diaconus, sei Petrus verstorben, wie Gfrörer mutmaßt, vergiftet (S. 205). Für Gfrörer ging die Initiative zum Verbot des Sklavenhandels im Übrigen von Peter und dem Klerus aus, keineswegs, wie Dandolo vorgibt, von den beiden Dogen. Dandolo sah, durch und durch Venezianer, den Klerus als Magd des Staates und die Dogen als Ausgangspunkt aller Initiativen – für Gfrörer war dies das byzantinische Verhältnis zwischen Staat und Kirche, der „Byzantinismus“ schlechthin. „Nach Peters Tode setzte Orso durch, daß sein eigener Sohn Victor zum Patriarchen erwählt ward“ (S. 207). Doch selbst dieser, durch seinen Vater gezwungen, einen Kastraten namens Dominicus zum Bischof von Torcello zu weihen, drohte dem neuen Bischof, falls er nicht Buße dafür tue, dass er seine Bischofswahl erzwungen habe, was ihm Kraft der Gesetze der Kirche nicht gebührt hätte.
Pietro Pinton übersetzte und annotierte Gfrörers Werk im Archivio Veneto in den Jahresbänden XII bis XVI. Pintons eigene Darstellung, die jedoch erst 1883 erschien – gleichfalls im Archivio Veneto –, gelangte zu stark abweichenden, weniger spekulativen Ergebnissen, als Gfrörer. So sieht er in Orso weniger einen antibyzantinischen Akteur, als einen Dogen, der zuallererst die Verteidigung gegen Piraten organisiert habe. Zugleich bestand in seinen Augen durchaus ein Verhältnis wechselseitiger Unterstützung mit Byzanz, wie die gemeinsamen Angriffe auf die Sarazenen Apuliens belegen würden. Gfrörer sehe, so Pinton, in der Zueignung des byzantinischen Titels nicht die Fortsetzung der guten Beziehungen zu Konstantinopel, auch die zum ersten Mal erwähnten reichen Geschenke des Kaisers genügten ihm nicht dafür. Auch finde sich in den Quellen kein Hinweis auf die von Gfrörer grundsätzlich bei allen Mitdogen seiner Meinung nach notwendige Erlaubnis von Seiten Konstantinopels. Bei den karolingischen Quellen hält Pinton Gfrörer zudem mangelnde Quellenkenntnis vor, denn er erwähne weder die Bestätigung der Privilegien aus dem Jahr 880, noch die zuvor erfolgte aus dem Jahr 875. Auch die wahrscheinliche Bestätigung aus dem Jahr 870 durch Ludwig II. kenne er nicht. Schließlich widerspricht Pinton beim Verbot des Sklavenhandels der Annahme, Andrea Dandolo habe aus Feindseligkeit gegen die Kirche verschwiegen, dass der Patriarch der Urheber des Verbots gewesen sei. Im Gegenteil schreibe Dandolo dies Verdienst gleichermaßen Klerus und Volk zu.
Schon 1861 hatte Francesco Zanotto in seinem Il Palazzo ducale di Venezia gemutmaßt, dass das in Rialto versammelte Volk den Dogen einstimmig gewählt habe. Ansonsten aber ging bei ihm alle Initiative vom Dogen aus. Nach der Regelung der Binnenkonflikte erzwangen die Slawen, die ihr Herrschaftsgebiet weit ausgedehnt hatten, und deren Plünderfahrten Venedigs Sicherheit und Handel bedrohten, Gegenmaßnahmen, zunächst gegen Domogoi. Kaiser Basilius habe mit Ludwig II. ein Bündnis gegen die Sarazenen geschmiedet, und die Venezianer durch einen hohen Titel dazu gewonnen, die Seekräfte zu verstärken. Während aber die Venezianer die Tarentiner besiegten, mussten die beiden Kaiser nach einem Jahr der Belagerung abziehen. Dies gab den Sarazenen Gelegenheit, einen Gegenschlag bis in die mittlere Adria zu führen. Beim Streit um Aquileia sieht er die erste Ursache darin, dass der Doge unbedingt seinen Kandidaten Domenico Caloprino habe durchsetzen wollen. Infolge der Vertreibung der Sarazenen vor Grado erhielt der Dogensohn Johannes „il consentimento della nazione di associarsi al padre nella ducal dignità“ (S. 36). Den Angriff der Kroaten auf Istrien datiert der Autor in das Jahr 880. Der Grund ist für ihn die „decadenza dei Franchi“, der Niedergang der Franken. Zwar kam es zu einem Vertrag mit den Slawen, doch auch Zanotto sieht in der Zersplitterung und der Uneinigkeit der „tribù e zupanie“ die Ursache dafür, dass kein dauerhafter Frieden möglich war. Bei diesem Autor ging das erneuerte Verbot des Sklavenhandels ebenfalls vom Dogen aus. Für den Vertrag mit Walpert, den er ohne Waffen nur mit dem Mittel der Einschüchterung durchsetzte, „erhielt Orso überaus großzügiges Lob der Geschichtsschreiber.“

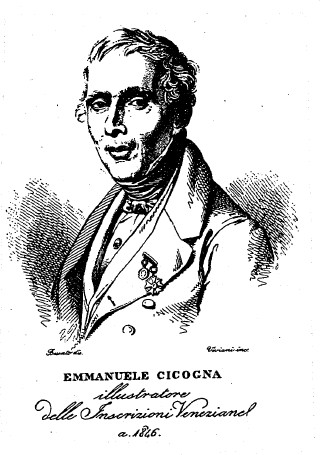
Emmanuele Antonio Cicogna, 1846

Auch Emmanuele Antonio Cicogna äußert 1867 im ersten Band seiner Storia dei Dogi di Venezia die Ansicht, nach vierzigtägiger Belagerung des Dogenpalasts, in dem sich die Leibwache des ermordeten Dogen verschanzt hatte, habe der neue Doge für die Auswahl der besagten Richter und für die Bestrafung der Schuldigen gesorgt. Auch er schildert die Erfolge gegen Slawen und Sarazenen, wobei die Venezianer von Tarent mit erbeuteten Schiffen und Sklaven zurückkehrten. Dass die Sarazenen schon das Lager vor Grado räumten, als sie nur von der herannahenden Flotte hörten, verschweigt Cicogna und schreibt nebulös von Giovanni, der „si valentemente portossi in questo incontro“, dass er zum Lohn vom Volk („dalla nazione“) zum Mitdogen gemacht wurde. Der Doge erließ das besagte Handelsverbot für Sklaven, das von der Volksversammlung, dem concio, bestätigt wurde. Die beiden Dogen arbeiteten bei der Verschönerung der Inseln, „alla felicità de’popoli“ und bei der Ausdehnung des venezianischen Handels am Ende gut zusammen.
In seiner 1891 erschienenen Dissertation hatte Eduard Lentz den Nachweis führen können, dass von einer zunehmenden Unabhängigkeit Venedigs, das eine „byzantinische Provinz“ darstellte, erst seit „Petrus Tradonicus“, dem Vorgänger des Ursus Particiacus, die Rede sein konnte. In einem Aufsatz in der Byzantinischen Zeitschrift belegte er 1894, dass die entscheidenden Schritte zur Unabhängigkeit unter Petrus erfolgt seien. Unter Ursus unterstützten die Venezianer im Jahr 871 Ludwig nicht bei der Eroberung des Emirats von Bari (S. 97 f.), doch gingen sie gegen das Emirat Tarent, ebenfalls in Apulien gelegen, im selben Jahr vor. 872 zog es eine sarazenische Flotte aus Kreta vor, ohne Kampf von Grado abzuziehen, als sich die venezianische Flotte näherte. Die Rolle des „Schutzpatrons“ übernahm Venedig 875/876 auch für die istrischen Städte, dort allerdings gegen slawische Angreifer. In die Reihe dieser Erfolge passt das erweiterte Pactum Lotharii mit Karl III., das Venedigs Rechte auf das gesamte Reich ausdehnte. Schließlich wurde Venedig nun als „von jeder Macht unabhängi[r] Staat vom Westreich endgültig anerkannt“ (S. 100). Den Bestrebungen der beiden Dogen wurde durch einen Vertrag mit Byzanz „die Krone aufgesetzt“. Nach vier Jahrzehnten diplomatischen Schweigens sei es „höchstwahrscheinlich“ im Jahr 879 auf Initiative einer byzantinischen Gesandtschaft zu einer Anerkennung des „fait accompli“ der Unabhängigkeit durch den Ostkaiser gekommen. Basileios I. musste sich „damit begnügen, aus einer einstigen Untergebenen eine vortreffliche Bundesgenossin gewonnen zu haben“ (S. 101). Während frühere Dogen den Titel „Spathare“ oder „Hypathoi“ erhalten hatten, trug Ursus nun den Titel eines Protospatharius. Im Gegensatz zu seinen Vorgängern machte der Doge ein Gegengeschenk, jene zwölf Glocken für die Kirchen der östlichen Hauptstadt.
Heinrich Kretschmayr glaubt ebenfalls, der Doge entstamme „wohl aus einer Nebenlinie“ der Particiaco. Er hält Ursus für einen „Fortsetzer des von Petrus Trandenicus begonnenen Werkes“. Er besiegte zwar die Kroaten, doch die „Narentaner, deren Name von nun an die Gesamtheit der Serben Dalmatiens bezeichnet, blieben unruhig.“ Nach Kretschmayr besiegten die Venezianer Tarent „wohl noch im Herbste 871, ein halbes Jahr nach der Eroberung Baris durch Kaiser Ludwig II.“ Die Vertreibung vor Grado führte bei diesem Autor dazu, dass nicht das Volk den Dogensohn zum Mitregenten erhob, sondern der Doge selbst. Seit 867 gelang es Byzanz „unter der Eisenfaust des ersten Basileios“ wieder in der Adria einzugreifen, Bari zu gewinnen und das Thema Langobardia einzurichten, so dass um 880/881 die Adria im Süden „für befriedet gelten“ konnte. Der Vertrag mit Karl III., von dem Kretschmayr schreibt „nicht mehr einige oberitalische Städte mit Bewilligung des Kaisers schließen mit Venedig Vertrag, sondern der Kaiser für sein Regnum Italiae selbst“ (S. 97), habe die venezianische Handelssphäre beträchtlich erweitert. Beim Vertrag mit dem Patriarchen hält der Autor die „Zuerkennung der Steuerfreiheit für die persönlichen Handelsgeschäfte des Dogen“ für „das Merkwürdigste“. „Das Staatsoberhaupt ist ein Kaufherr wie andere, und seine Stellung verbietet ihm nicht entfernt den Abschluß privater Geschäfte.“ Die „verlorenen Beziehungen zum Ostreiche“ stellten sich gegen Ende seiner Herrschaft „fast wie von selbst wieder her“. Der Kaiser „verstand doch die Schwierigkeit, wenn nicht Unmöglichkeit, das sozial und militärisch emporgediehene Venedig in die alte Abhängigkeit zurückzuzwängen“. Daher suchte er eher Freundschaft, wenn nicht Bündnis. Ähnlich wie Gfrörer nimmt Kretschmayr an, Venedig habe „den staatskirchlichen Anschauungen Griechenlands“ „gehuldigt“.
In seiner History of Venice betont John Julius Norwich hingegen 1977, dass nur die Tradition aus Orso einen Angehörigen der „Participacio“ gemacht habe. Für ihn waren die Iudices, die die Schuldigen am Dogenmord bestrafen sollten, der Nucleus eines dogalen Hofes und zugleich das Ende der Volksherrschaft. Im Gegensatz zu dieser Art der Machtzentralisierung (unter Entmachtung der Tribunen, die dem Dogen einst zur Kontrolle beigesetzt worden waren), verfolgte Ursus in der Kirchenpolitik das Ziel der Dezentralisierung. So erhielten, um sie vor dem Zugriff Aquileias zu sichern, die Städte Caorle, Malamocco, Cittanova und Torcello eigene Bischofssitze. Als Ursus Sonderrechte im Eigenhandel mit Aquileia durchsetzte, so Norwich, habe sich das Gesicht Venedigs gezeigt. Der Staat mochte zuerst kommen, „but enlightened self-interest was never very far behind“ (S. 35).

### Erzählende Quellen
- La cronaca veneziana del diacono Giovanni, in: Giovanni Monticolo (Hrsg.): Cronache veneziane antichissime (= Fonti per la storia d’Italia [Medio Evo], IX), Rom 1890, S. 117–123, 126 („Domnus quidem Ursus dux, efflagitante Basilio imperatore, eo tempore duodecim campanas Constantinopolim misit; quas imperator in ecclesia noviter ab eo constructa posuit, et ex tempore illo Greci campanas habere ceperunt. mortuo vero hac tempestate domno Urso duce, dignitas in Iohanne suo filio remansit. fuit autem predictus Ursus multe sapientie et pietatis vir amatorque pacis…“), 128, 178 (Digitalisat).
- Luigi Andrea Berto (Hrsg.): Giovanni Diacono, Istoria Veneticorum (=Fonti per la Storia dell’Italia medievale. Storici italiani dal Cinquecento al Millecinquecento ad uso delle scuole, 2), Zanichelli, Bologna 1999 (auf Berto basierende Textedition im Archivio della Latinità Italiana del Medioevo (ALIM) der Universität Siena).
- Roberto Cessi (Hrsg.): Origo civitatum Italiae seu Venetiarum (Chron. Altinate et Chron. Gradense), Rom 1933, S. 29, 117–125.
- Roberto Cessi, Fanny Bennato (Hrsg.): Venetiarum historia vulgo Petro Iustiniano Iustiniani filio adiudicata, Venedig 1964, S. 1, 44–47.
- Ester Pastorello (Hrsg.): Andrea Dandolo, Chronica per extensum descripta aa. 460–1280 d.C., (= Rerum Italicarum Scriptores XII,1), Nicola Zanichelli, Bologna 1938, S. 155–161. (Digitalisat, S. 154 f.)
- Alberto Limentani (Hrsg.): Martin da Canal, Les estoires de Venise, Olschki, Florenz 1972, S. 22 f. (Text, hrsg. v. Francesca Gambino im Repertorio Informatizzato Antica Letteratura Franco-Italiana).
- Șerban V. Marin (Hrsg.): Gian Giacomo Caroldo. Istorii Veneţiene, Bd. I: De la originile Cetăţii la moartea dogelui Giacopo Tiepolo (1249), Arhivele Naţionale ale României, Bukarest 2008, S. 61–64.

### Rechtsetzende Quellen, Briefe
- Roberto Cessi (Hrsg.): Documenti relativi alla storia di Venezia anteriori al Mille, Padua 1942, Bd. II, S. 7, 10, 13 f., 16–21.
- Capitularia regum Francorum (Monumenta Germaniae Historica, Legum sectio II, II), Hrsg.: Alfred Boretius, Victor Krause, Hannover 1897, S. 138 (Digitalisat d. Pactum Karoli III vom 11. Januar 880).
- Karoli III Diplomata (Monumenta Germaniae Historica, Diplomata regum Germaniae ex stirpe Karolinorum, II), Berlin 1937, n. 17, S. 26–31, hier: S. 27. (Digitalisat der MGH-Edition)
- Paul Fridolin Kehr (Hrsg.): Italia pontificia, VII, Venetia et Histria, 2, Respublica Venetiarum, provincia Gradensis, Histria, Berlin 1925, S. 15–17, 44–47.
- Erich Caspar (Hrsg.): Registrum Iohannis VIII. papae (Monumenta Germaniae Historica, Epistolae, VII, Epistolae Karolini aevi, V), Berlin 1928, S. 16 (Digitalisat), 18 f. (Digitalisat), 24 f. (Dig.), 52 f. (Dig.), 55 (Dig.).